# Mosteiro de São Bento (Sorocaba)
O Mosteiro de São Bento de Sorocaba é um mosteiro beneditino localizado na cidade brasileira de Sorocaba, no interior do estado de São Paulo.

## História
O Mosteiro de São Bento de Sorocaba foi fundado em 21 de abril de 1660, por doação de sesmaria efetuada pelo bandeirante Baltasar Fernandes, fundador de Sorocaba, à Ordem Beneditina do Mosteiro de Parnaíba. Antes mesmo que Sorocaba fosse elevada à categoria de Vila, em 3 de março de 1661, os Beneditinos já estavam presentes na região. Vieram para tomar posse o Frei Anselmo da Anunciação e Frei Mauro. Baltazar Fernandes queria um progresso rápido para a nascente Vila e para isso trouxe os beneditinos. Eles então teriam terras e poderiam distribuir aos pobres. Os Beneditinos seriam os professores de seus filhos, ensinando-lhes canto e latim, permitindo-lhes a ser 'Homens Bons'. Também prestariam assistência religiosa tal como casamentos, batizados, assistência a moribundos, além doze missas anuais e mais uma no dia do orago, como exigência de Baltasar Fernandes em troca da doação.
A cidade de Sorocaba teve sua fundação em 1654, e cresceu a partir do entorno do Mosteiro de São Bento e sua Igreja. Sorocaba é a única localidade do Brasil que nasceu e se desenvolveu em torno de um mosteiro, isso na Europa e no oriente não era algo de raro. O mosteiro situa-se no Largo de São Bento, no início da Rua de São Bento, no centro de Sorocaba. No portal de entrada da igreja há a seguinte inscrição: Operi Dei Nihil Praeponatur, ou seja,  "Nada se anteponha à obra de Deus"
O Mosteiro de São Bento representa um marco histórico dos mais importantes ao Município de Sorocaba,  e também à comunidade Beneditina, ao Estado de São Paulo, ao Brasil, e à história monástica e patrimonial mundial. Trata-se de um dos poucos exemplares de edificação monástica, ainda original, em todo o mundo e, desde sua fundação, em 1660, com a presença ininterrupta de monges beneditinos. Vem sendo totalmente restaurado e com a manutenção da presença beneditina, nunca interrompida.
O pai do Bandeirante sorocabano Pascoal Moreira Cabral está sepultado no Mosteiro de São Bento. No mosteiro também residiu inicialmente o empreendedor europeu Luís Mateus Maylasky, fundador da Estrada de Ferro Sorocabana.
O prédio é um dos bens tombados pelo Conselho de Defesa do Patrimônio Histórico Arqueológico, Artístico e Turístico – CONDEPHAAT.
Em 23 de abril de 2010, os Correios do Brasil lançaram um selo comemorativo em homenagem aos 350 anos do mosteiro de São Bento.